# Tigris (U-Boot)
HMS Tigris (Kennung: N63), benannt nach dem Fluss Tigris, war ein U-Boot der britischen Royal Navy. Es wurde im Zweiten Weltkrieg eingesetzt und ging 1943 im Mittelmeer verloren.

## Einsatzgeschichte
Zu Beginn ihrer Einsatzzeit wurde die Tigris im Ärmelkanal und der Biskaya eingesetzt, wo sie zwischen Juli 1940 und Juli 1941 vier französische Fischfangfahrzeuge, zwei französische Frachter, einen deutschen Tanker und ein italienisches U-Boot versenkte. Im selben Zeitraum griff die Tigris das italienische U-Boot Veniero und das deutsche U-Boot U 58 erfolglos an. Ein weiteres U-Boot wurde ebenfalls ohne Treffer attackiert. Wahrscheinlich handelte es sich um die italienische Otario.
In der zweiten Hälfte des Jahres 1941 wurde die Tigris in der Nordsee eingesetzt. Das britische U-Boot versenkte hier einen norwegischen Frachter und die Richard With, ein norwegisches Passagierschiff der Hurtigruten. Ein deutscher Hilfs-U-Jäger wurde schwer beschädigt. Später verlegte die Tigris in das Mittelmeer. Die Tigris versenkte im Dezember 1942 ein italienisches U-Boot und im Januar 1943 einen italienischen Frachter.
Die Tigris verließ am 18. Februar 1943 die Basis auf Malta, um vor Neapel zu patrouillieren. Anschließend sollte das U-Boot nach Algier laufen, wo es am 10. März 1943 erwartet wurde. Die Tigris erreichte niemals den algerischen Hafen und wird seit dem 10. März. 1943 offiziell vermisst. Es gab keine Überlebenden. Wahrscheinlich wurde das U-Boot schon am 27. Februar 1943 sechs Seemeilen südöstlich von Capri von dem deutschen U-Jäger UJ-2210 versenkt. Eine weitere mögliche Erklärung des Verlustes ist, dass das die Tigris auf eine Seemine lief.

## Kommandanten
- Lt.Cdr. Howard Francis Bone (6. März 1940 – 19. Januar 1942)[3]
- Lt.Cdr. Lennox William Napier (19. Januar 1942 – 15. April 1942)[4]
- Lt.Cdr. George Robson Colvin (15. April 1942 – 10. März 1943)[5]

## Kampferfolge (Auswahl)
| Datum              | |
| ------------------ | --- |
| 1. September 1940  | Tigris versenkte in der Biskaya nahe Brest das französische Fischfangfahrzeug Sancte Michael (168 BRT) mit Bordartillerie. |
| 16. Oktober 1940   | Tigris versenkte mit Bordartillerie in der Biskaya bei 45° 44′ 0″ N, 3° 45′ 0″ W das französische Fischfangfahrzeug Cimcour (250 BRT). |
| 12. November 1940  | Tigris versenkte 70 Seemeilen westlich der Mündung der Gironde bei 45° 41′ 0″ N, 2° 57′ 0″ W das französische Fischfangfahrzeug Charles Edmond (301 BRT) mit dem Deckgeschütz.                                                                                                   |
| 12. Februar 1941   | Tigris torpedierte und versenkte in der Biskaya fünf Seemeilen östlich von Biarritz bei 43° 30′ 0″ N, 1° 42′ 0″ W das französische Fischfangfahrzeug Rene Camaleyre (243 BRT).                                                                                                   |
| 19. Februar 1941   | Tigris torpedierte und versenkte vor Bayonne das französische Frachtschiff Jacobsen (523 BRT). Am selben Tag torpedierte und versenkte das U-Boot 90 Seemeilen südwestlich der Mündung der Gironde bei 44° 48′ 0″ N, 3° 1′ 0″ W den französischen Frachter Guilvinec (3273 BRT). |
| 2. April 1941      | Tigris torpedierte und versenkte 25 Seemeilen westlich der Mündung der Loire den deutschen Tanker Thorn (5486 BRT). |
| 5. Juli 1941       | Tigris torpedierte und versenkte in der Biskaya westlich von Bordeaux bei ca. 45° 0′ 0″ N, 4° 0′ 0″ W das italienische U-Boot Michele Bianchi. |
| 17. August 1941    | Tigris torpedierte und versenkte vor Sværholt (Norwegen) bei 71° 3′ 0″ N, 26° 43′ 0″ O das norwegische Fracht- und Passagierschiff Haakon Jarl (1492 BRT). |
| 13. September 1941 | Tigris torpedierte und versenkte vor der Insel Rolvsøy ca. 11 Seemeilen nordöstlich von Hammerfest bei 70° 50′ 0″ N, 23° 57′ 0″ O den norwegischen Hurtigruten-Passagierdampfer Richard With (905 BRT).                                                                          |
| 26. September 1941 | Tigris torpedierte vor Rolvsøy den deutschen Hilfs-U-Jäger UJ 1201 (527 BRT). Das deutsche Kriegsschiff wurde schwer beschädigt und nach Reparatur erst im April 1944 wieder in Dienst gestellt.                                                                                 |
| 6. Dezember 1942   | Tigris torpedierte und versenkte vor Algerien bei 38° 10′ 0″ N, 8° 35′ 0″ O das italienische U-Boot Porfido. |
| 21. Januar 1943    | Tigris torpedierte und versenkte in der Straße von Otranto 25 Seemeilen westlich von Sazan (Albanien) bei 40° 32′ 0″ N, 18° 45′ 0″ O den italienischen Frachter Citta di Genova (5413 BRT).                                                                                      |